# Орлова, Виктория Андреевна
Виктория Андреевна Орлова (5 марта 2001) — российская тяжелоатлетка. Трёхкратная чемпионка России 2022, 2023 и 2024 годов. Мастер спорта России.

## Биография
Родилась 5 марта 2001 года. Представляет Республику Коми и город Москву на соревнованиях по тяжёлой атлетике.
Присвоено звание звание «Мастер спорта России».
На Чемпионате России в 2020 году в Грозном, в категории свыше 87 кг у женщин, завоевала бронзовую медаль. Через год на аналогичном турнире в Ханты-Мансийске стала серебряным призёром.
На чемпионате России по тяжёлой атлетике 2022 года, который состоялся в Хабаровске, Виктория впервые в карьере завоевала золотую медаль чемпионата страны с общим весом на штанге по сумме двух упражнений 235 килограммов.
На чемпионате России по тяжёлой атлетике 2023 года, который состоялся в Новом Уренгое, Орлова повторила свой успех и вновь завоевала золотую медаль чемпионата страны с общим весом на штанге по сумме двух упражнений 237 килограммов.
В июле 2024 года на национальном чемпионате в Новосибирске завоевала золотую медаль в весовой категории свыше 87 кг с результатом 236 кг по сумме двух упражнений. 
Проходит обучение в Московской государственной академии физической культуры. 

## Основные результаты
| Год  | Соревнования     | Место проведения | Весовая категория | Рывок, кг | Толчок, кг | Сумма, кг | Место |
| ---- | ---------------- | ---------------- | ----------------- | --------- | ---------- | --------- | ----- |
| 2020 | Чемпионат России | Грозный          | свыше 87 кг       | 93        | 125        | 218       | 3     |
| 2021 | Чемпионат России | Ханты-Мансийск   | свыше 87 кг       | 96        | 120        | 216       | 2     |
| 2022 | Чемпионат России | Хабаровск        | свыше 87 кг       | 101       | 134        | 235       | 1     |
| 2023 | Чемпионат России | Новый Уренгой    | свыше 87 кг       | 104       | 133        | 237       | 1     |
| 2024 | Чемпионат России | Новосибирск      | свыше 87 кг       | 103       | 133        | 236       | 1     |